# Portell de Davall
El portell de Davall és una collada situada als 1.123 metres d'altitud del terme municipal de Conca de Dalt (antic terme d'Hortoneda de la Conca), al Pallars Jussà.
Està situat al nord de les collades de Dalt, a migdia del Forat Roi i de la llau de Forat Roi.